# Sociologie de l'espace
La sociologie de l'espace est une branche de la sociologie qui traite de l'espace comme objet sociologique, c'est-à-dire les manières dont les structures spatiales façonnent l'action sociale et comment celle-ci peut être à l'origine de la reconstruction des espaces. 

## Histoire
La catégorie de l'espace a longtemps joué un rôle mineur dans la théorie sociologique,. Ce n'est que dans les années 1980 qu'il est devenu clair que certains changements sociaux ne pouvaient pas être expliqués de manière adéquate sans une prise de conscience de la composante spatiale de la vie sociale. Ce changement de perspective est appelé « tournant spatial » (spatial turn en anglais),.  
Le point de départ théorique de la préoccupation pour l'espace sont les approches de la sociologie, de la philosophie et de la géographie humaine francophones et anglophones. Il convient de noter en particulier l'importance de l'essai de Michel Foucault intitulé « Des espaces autres » (1967), dans lequel l'auteur proclame « l'époque de l'espace», et de l'ouvrage de Henri Lefebvre La production de l'espace (1974). Ce dernier a formé la base de la théorie marxiste de l'espace, qui a ensuite été développée par David Harvey, Manuel Castells et Edward Soja, entre autres. Les théories marxistes de l'espace, qui sont basées sur un déterminisme structurel des espaces et une homogénéisation croissante de l'espace, sont contrastées par des concepts théoriques d'action qui incluent l'importance de l'individu dans sa perception et même la production des espaces. Un exemple de ceci est la théorie spatiale de Martina Löw.  
Les approches dérivées du discours post-colonialiste ont attiré plus d'attention ces dernières années. Contrairement aux concepts (néo-)marxistes de l'espace, la géographe britannique Doreen Massey , et le sociologue allemand Helmuth Berking par exemple mettent l'accent sur l'hétérogénéité des contextes locaux et de nos connaissances géo-centrées sur le monde.

## Espaces absolu et relatif
Conformément à la controverse historique sur la pensée spatiale en philosophie et en physique, la distinction entre les modèles de pensée « absolutiste » et « relativiste » de l'espace s'est également établie dans la littérature des sciences sociales. 
Les tenants de l’absolutisme considèrent l’espace comme indépendant des corps et de l’agir, c’est-à-dire qu’il existe un espace dans lequel se trouvent les corps. En ce sens, l’espace constitue le support matériel de nos actions. Ils s’inspirent en cela de l’approche aristotélicienne d’un espace-contenant, c’est-à-dire un espace fini délimité par les étoiles fixes, indépendant des objets qui l’environnent, à la manière d’une boîte. Isaac Newton est, malgré lui, le parangon de la conception absolutiste. Il affirme en 1687 : « L’espace absolu, qui existe en raison de sa nature sans aucune relation avec quelque chose en dehors de lui, reste toujours strictement immobile et égal à lui-même ». L’espace, immobile et égal à lui-même, peut donc exister vide, et il est possible de l’organiser ainsi qu’on le souhaite. Deux siècles plus tard, Emmanuel Kant renouvèle la théorie absolutiste de l’espace dans ses Critiques, et considère l’espace comme une forme a priori de la sensibilité, c’est-à-dire que l’espace devient un principe organisateur qui précède toute expérience, une dimension que les Hommes créent par leurs représentations mais qui est déjà ancrée dans notre système de perception de l’extérieur. Appliqué à la sociologie, ce dualisme de l'espace et des corps implique l'hypothèse que l'espace existe indépendamment de l'action. Cela signifie que dans la logique de l'espace conteneur, il y a des actions en mouvement dans ou sur un espace qui est immobile (arrière-plan). 
Cependant, Kant suppose l’espace comme un espace euclidien : or, cette conception vole en éclats lorsqu’Albert Einstein présente sa théorie de la relativité au début du XXe siècle. La relativité générale réfute l’idée d’un espace et d’un temps absolus. Elle considère même l’inverse : l’espace existe uniquement par l’agencement des choses entre elles. L’espace est relatif au système de coordonnées des observateurs et devient une disposition de corps entre eux. La relativité abolit la conception absolue puisque l’espace et le temps peuvent désormais être perçus de manière différente, notamment lorsqu’on s’approche de la vitesse de la lumière. De ce fait, l’espace ne peut être un contenant, infini et immuable, mais c’est plutôt une disposition de corps en perpétuel mouvement. D'un point de vue relativiste, l'espace est donc uniquement le résultat de relations entre les corps, un point de vue représenté en physique par, par exemple, Nikolaus von Kues, Robert Bellarmin, Gottfried Wilhelm Leibniz et Ernst Mach.

## Espace relationnel
Martina Löw a développé l'idée d'un modèle d'espace « relationnel », qui se concentre sur les « agencements » des entités vivantes et des biens sociaux, et examine comment l'espace est constitué dans des processus de perception, de rappel ou d'idéation pour se manifester comme structure sociale. Elle définit ainsi l'espace comme « la (dis)position en certains lieux de biens sociaux et d’êtres humains (êtres vivants) ». Du point de vue de la théorie sociale, il fait référence à la théorie de la structuration proposée par Anthony Giddens dont le concept de « dualité de la structure » que Martina Löw étend à l'espace. L'idée de base est que les individus agissent comme des agents sociaux (et constituent des espaces dans le processus), mais que leur action dépend de structures économiques, juridiques, sociales, culturelles et, enfin, spatiales. En même temps, les espaces structurent l'action, c'est-à-dire que les espaces peuvent à la fois contraindre et permettre l'action.
En ce qui concerne la constitution de l'espace, Löw distingue analytiquement deux facteurs : le « spacing » et la « synthèse ». Le premier désigne le fait de placer, de construire des biens sociaux ou des personnes. Par exemple, des panneaux indiquant l’entrée ou la sortie d’une ville, les frontières d’un pays, la présentation des marchandises dans un supermarché, etc. Le second souligne le fait que l’espace est également constitué par une opération de synthèse, c’est-à-dire que « les biens sociaux et êtres humains sont rassemblés en espaces par des processus de perception, de représentation ou de remémoration ».

## Approches marxistes
Henri Lefebvre était le plus grand partisan de la théorie spatiale marxiste. Il suggère que « l'espace social » est l'endroit où se reproduisent les rapports de production et que les contradictions dialectiques sont spatiales plutôt que temporelles. Lefèbvre considère la production sociale de l'espace comme une interaction dialectique entre trois facteurs : 
- la « pratique spatiale », c'est-à-dire l'espace tel qu'il est reproduit dans la vie quotidienne
- la « représentation de l'espace », c'est-à-dire l'espace tel que développé cognitivement
- les « espaces de représentation », par lesquels Lefebvre désigne des symbolisations complexes et des espaces d'imagination.

Selon Lefebvre, dans les années 1970, cette production spatiale a abouti à un espace de quotidien non réflexif marqué par l'aliénation et reproduit dans la pratique spatiale.
La théorie marxiste de l'espace connaît un développement décisif principalement à travers les travaux de David Harvey, qui s'intéresse aux effets de la transition du fordisme à l'« accumulation flexible » sur l'expérience de l'espace et du temps. Il montre comment les innovations technologiques récentes conduisent à une accélération générale des cycles économiques. Pour Harvey, en découle une « compression spatio-temporelle », c'est-à-dire, en ce qui concerne l'espace, un flou croissant entre les notions de proche et de lointain. 

## Approches post-coloniales
Les théories spatiales inspirées du discours post-colonial se concentrent sur l'hétérogénéité des espaces. Doreen Massey écrit que, par exemple, par rapport à un pays d'Afrique, il ne serait pas significatif de parler de "pays en développement", car de cette manière les différences spatiales sont interprétées comme une différence de temps. Dans cette logique, un pays d'Afrique ne semble pas différent, mais simplement comme une première version d'un pays du monde « développé », qu'il déchiffre comme « eurocentrisme ». Reprenant cela, Helmuth Berking critique les théories qui prétendent une homogénéisation croissante du monde à travers les processus de mondialisation comme « globocentrisme ». Il oppose ces différences à la différence et à l'importance des connaissances locales pour la production de lieux (différents et spécifiques). Selon lui, les contextes locaux forment une sorte de cadre ou de filtre à travers lequel les processus globaux et les images et symboles circulant à travers le monde s'approprient et acquièrent ainsi un sens. Le personnage du film Conan le barbare dans les cercles radicaux de droite de la République fédérale d'Allemagne est un personnage différent de celui des ghettos noirs du côté sud de Chicago, tout comme McDonald's signifie quelque chose de différent à Moscou qu'à Paris.